# Ethische theologie
De ethische theologie is een stroming die in de 19e-eeuwse Nederlandse Hervormde Kerk opkwam tegenover het modernisme, dat na de Verlichting ook steeds meer voet aan de grond kreeg binnen de kerk.
De benaming 'ethische theologie' is afgeleid van het Griekse woord ethos, dat 'gezindheid' betekent. De ethische theologen wilden daarmee uitdrukken dat theologie, maar ook andere wetenschappen hun grond vinden in het geloof dat Gods openbaring zich uitstrekt over het gehele leven en de gehele schepping. Tegenover de scheiding van hoofd en hart, die zij zowel signaleerden bij de modernen als de orthodoxen, bepleitten zij een vruchtbare integratie van beide.
Als de vader van de ethische theologie geldt Daniël Chantepie de la Saussaye. Andere bekende namen uit deze kring zijn J.H. Gunning jr., Isaäc van Dijk, theoloog en politicus Jan Rudolph Slotemaker de Bruïne, theoloog Oepke Noordmans, Oudtestamenticus J.J.P. Valenton, godsdienstwetenschapper Gerardus van der Leeuw, Nieuwtestamenticus Anneus Marinus Brouwer, Oudtestamenticus Herman Theodorus Obbink, de filosoof A.J. de Sopper en natuurwetenschapper en pedagoog Philip Kohnstamm.
In 1921 werd de Ethische Vereniging opgericht. Bijeenkomsten van deze vereniging droegen het karakter van bezinningsmomenten. De Ethische Vereniging bestond maar heel kort, zij verdween al voor de oorlog.
De theologen Hendrikus Berkhof, Oepke Noordmans en Kornelis Heiko Miskotte vertonen raakvlakken met de ethische theologie.
In de jaren 90 van de 20e eeuw is hernieuwde aandacht bepleit voor het werk van deze theologen door onder meer Antonie Vos en Henri Veldhuis.

## Houding ten opzichte van de moderne Bijbelwetenschap
De ethische theologen aanvaardden evenals de vrijzinnigen de historisch-kritische methode, evenals andere resultaten van het moderne onderzoek. Wel was men van mening dat de onderzoeksresultaten geen bedreiging vormden voor de traditionele geloofsleer en de dogma's.
De ethische theologie was altijd bijzonder geïnteresseerd in de godsdienstwetenschap. Veel interesse ging daarbij uit naar de godsdiensten in het Nabije Oosten (de Oud-Egyptische religie, de godsdiensten van de Kanaänieten, de religie van de Babylon, de Grieks-Romeinse godenwereld, de Islam, het Judaïsme) omdat kennis van deze godsdiensten mogelijk behulpzaam kon zijn bij het beter verstaan van de Bijbel. Gerardus van der Leeuw (1890-1950), godsdienstwetenschapper en enige jaren voorzitter van de Ethische Vereniging (en naoorlogs minister van Onderwijs voor de PvdA) gold internationaal als een van de belangrijkste godsdienstwetenschappers.

## Utrechtse Vertaling
De Bijbelvertaling van de professoren Anneus Marinus Brouwer en Herman Theodorus Obbink die in 1927 verscheen was "de" bijbel van de ethischen. Hoewel een veel minder letterlijke vertaling dan de Statenvertaling, was deze eenvoudiger te verstaan en geschikt voor liturgisch gebruik. Opvallend is dat met name de Oudtestamenticus Obbink enkele passages (zoals geslachtslijsten, doublures en teksten die naar geslachtsgemeenschap verwijzen) niet vertaalde uit het Hebreeuws omdat hij die passages overbodig achtte voor de gewone Bijbellezer. De vertaling kreeg de bijnaam "Utrechtse Vertaling" of "Obbink-Brouwer Vertaling".
Als inleiding op de nieuwe Bijbelvertaling verscheen vlak voor de publicatie het naslagwerk "Inleiding tot den Bijbel" dat verscheidene herdrukken beleefde (zelfs nog na de Tweede Wereldoorlog).
De Utrechtse Bijbel genoot ook aanzien onder de rechts-vrijzinnigen, die de Leidsche Vertaling - product van de links-vrijzinnigen - afwezen of kritisch bejegenden.

## Openheid naar kunst en cultuur
Net als de vrijzinnigen stonden de ethischen welwillend tegenover de eigentijdse kunst, literatuur en cultuur.